# ساکای تادایوکی
ساکای تادایوکی (به ژاپنی: 酒井忠進 Sakai Tadayuki); ۴ آوریل ۱۷۷۰ – ۱۲ مارس ۱۸۲۸) سامورایی و روجو در دوره ادو اهل ژاپن بود.